# Wendy Hornsby
Wendy Hornsby (Los Angeles, 26 settembre 1947) è una scrittrice statunitense di romanzi polizieschi.

## Biografia
Nata nel 1947 a Los Angeles, ha studiato all'UCLA dove si è laureata in storia antica e medievale.
Appassionatasi alla scrittura fina da bambina (in quarta elementare aveva già vinto un concorso di scrittura), dopo la laurea ha insegnato storia al Long Beach City College.
Ha esordito nel 1987 con il thriller No Harm, ma ha raggiunto la popolarità nel 1992 con Telling Lies, primo romanzo della documentarista e investigatrice dilettante di Los Angeles Maggie MacGowen che tornerà in altri dieci libri.
Autrice anche di short stories, nel 1992 ha vinto, con Nine Sons, l'Edgar Award per il miglior racconto breve.

## Opere principali

### Serie Kate Teague
- No Harm (1987)
- Half a Mind (1990)

### Serie Maggie MacGovern
- Telling Lies (1992)
- Bambina della notte (Midnight Baby, 1993), Milano, Il Giallo Mondadori N. 2408, 1995 traduzione di Franco Ferrario
- Bad Intent (1994)
- 77th Street Requiem (1995)
- A Hard Light (1997)
- In the Guise of Mercy (2009)
- The Paramour’s Daughter (2010)
- The Hanging (2012)
- The Color of Light (2014)
- Disturbing the Dark (2016)
- A Bouquet of Rue (2019)

### Raccolte di racconti
- Phantoms of the Night (1996)

### Antologie
- Ten Tales (1994)
- Nine Sons: Collected Mysteries (2002)
- Shaken: Stories for Japan (2011)

## Premi e riconoscimenti
- Edgar Award per il miglior racconto breve: 1992 vincitrice con Nine Sons